# Marc-George Mallet
 (août 2024).
Si vous disposez d'ouvrages ou d'articles de référence ou si vous connaissez des sites web de qualité traitant du thème abordé ici, merci de compléter l'article en donnant les références utiles à sa vérifiabilité et en les liant à la section « Notes et références ».
Pour les articles homonymes, voir Mallet.
Marc-George Mallet, né le 9 novembre 1887 à Londres et mort le 1er janvier 2024 à Paris[réf. nécessaire], est un écrivain, poète, homme littéraire français ainsi qu'avocat à la Cour.

## Œuvres[1]
- Musicale (1920)
- Au parc de Jean Racine (1920)
- La Ronde des déesses (1925)
- Pervigilium veneris (1930)
- Cette nymphe imprévue attentive à la fuite (1931)
- La Maison d'un bouddha (1931)
- Trois odes pour Cressida (1932)
- Psyché à mon ombre (1937)
- Le Carnet des dix (1939)
- Erotika (1940)
- Grandeur et misère d'un découverte (1954)